# تاریخ مراکش
تاریخچه سکونت انسان در مراکش از دوران پارینه سنگی زیرین می گذرد که اولین آن جبل ایرهود است. خیلی بعد، مراکش بخشی از فرهنگ ایبروماوروس، از جمله تافورالت بود. تاریخ آن از تأسیس مورتانیا و دیگر پادشاهی‌های باستانی بربر تا تأسیس دولت مراکش توسط سلسله ادریسید و سپس سایر سلسله‌های اسلامی تا دوران استعمار و استقلال برمی‌گردد.

## تاریخ کهن
قبایل بربری ساکن منطقه دور شمال آفریقا از دیرباز دارای روابطی گسترده با ملل و تمدن‌های کهن فنیقی، کارتاژی، رومانی، وندالی و بیزانسی بوده‌اند. با این وجود هیچ‌یک از این تمدن‌ها توانایی تسلط کامل بر منطقه را نداشتند. چرا که قبایل ساکن آن دارای صفات متمایزی چون ایستادگی و مقاومت و همچنین آزادی‌خواهی و پایبندی به استقلال بودند.
با رسیدن دعوت اسلامی به آن منطقه در سال ۵۰ هجری قمری (برابر سال ۶۶۵ میلادی) ساکنان منطقه با اهداف اسلامی آشنا گشته و در نتیجه دین نوین اسلام را پذیرا شدند.
اسلام سر انجام در سال ۱۷۰ هجری قمری (برابر سال ۷۸۶ میلادی) و به‌طور مشخص پس از گریز یکی از نوادگان پیامبر اسلام، معروف به مولا ادریس بن عبدالله بن الحسن بن الحسن ابن علی از دست حاکمان عباسی بغداد به صورت ریشه‌ای و بنیادین در منطقه گسترش یافته تا اینکه اهالی مراکش وی را به امیرالمؤمنین بودن برگزیده و پس از بیعت و اعلام وفاداری، با کمک ایشان نخستین دولت اسلامی مستقل از خلافت مشرق عربی را بر پا نمودند که نام دولت ادریسیان را به خود گرفت.
ساکنان و حکمرانان مراکش، گذشته از تفاوت‌های قبیله‌ای و ریشه‌ای خود ضمن پایبندی عمیق به ارزش‌های اسلامی بر نشر و تبلیغ رسالت محمدی و اهداف آن نه تنها در سراسر کشور بلکه در مناطق جنوب و دیگر سرزمین‌های آفریقایی و همچنِین در مناطق شمال و کشورهایی همچون اسپانیا، پرتغال و جنوب فرانسه پرداختند.
پس از تشکیل دولت ادریسیان، بدین سوی، مراکش شاهد حکمرانی دودمان‌های متعددی به شرح زیر بوده‌است:
| دودمان‌های فرمانروا در مراکش  |
| ادریسیان (۷۸۰-۹۷۴) (عرب)     |
| مغراوه (۹۸۷-۱۰۷۰) (بربر)     |
| مرابطان (۱۰۷۳-۱۱۴۷) (بربر)   |
| موحدون (۱۱۴۷-۱۲۶۹) (بربر)    |
| مرینیان (۱۲۵۸-۱۴۲۰) (بربر)   |
| وطاسیان (۱۴۲۰-۱۵۴۷) (بربر)   |
| سعدیان (۱۵۵۴-۱۶۵۹) (عرب)     |
| علویان (۱۶۶۶- تا کنون) (عرب) |

دودمان مرابطون (۱۰۵۵ م - ۱۱۴۷ م) که در طول مدت حکمرانی نفوذ خود را در سراسر مراکش عربی بزرگ و اسپانیا و پرتغال گسترش داده بودند، و سپس سلسله موحدون (۱۱۴۷ م- ۱۲۶۹ م) و سپس سلسله مرینیان (۱۲۶۹ م - ۱۵۵۴ م) که معاصر شکست مسلمانان در اندلس بوده‌اند و در زمان ایشان بود که شهرهای مراکشی سبته و ملیلیه و طنجه از سوی اسپانیا اشغال شد و سپس دودمان سعدیون (۱۵۵۴ م- ۱۶۶۰ م) که منشأ صحرایی و بربریان دارند در این کشور به فرمانروایی رسید؛ و در این دوره پرتغالی‌ها شکست خورده و سلطه آنان به پایان رسید.
از سال ۱۶۶۰ میلادی سلسله شرفای علوی توسط مولای رشید در مراکش بنیان‌گذارده شدکه حکومت کنونی این کشور و حاکمان آن از همین دودمان به‌شمار می‌آیند.

## تاریخ معاصر
سال‌های ۱۹۱۲–۱۸۷۳ مصادف با حکومت‌های حسن اول، عبدالعزیز و مولای حفیظ است. این دوران در پرتو رقابت قدرت‌های بزرگ استعماری، مراکش استقلال خود را حفظ می‌کند. لیکن در سال ۱۹۱۲ پس از موافقتنامه‌های الجزیراس (۱۹۰۶ م)، فرانسه بخش عظیمی از مراکش را اشغال می‌کند و از این سال به بعد مبارزه علنی مردم علیه سلطه فرانسه تحت رهبری عبدالکریم خطاب آغاز می‌گردد. در سال ۱۹۲۷ میلادی، محمدبن یوسف (محمد پنجم) به تخت سلطنت می‌نشیند و بعلت مخالفت با سلطه فرانسویان بدون اینکه خواهان گسستن کامل از فرانسه باشد تبدیل به یک چهره ملی می‌گردد که در آینده به پدر استقلال مراکش شهرت می‌یابد. فرانسه که حاضر به قبول استقلال مراکش نبود سعی کرد از برخی عناصر مرتجع علیه محمد پنجم استفاده نماید که در رأس آن‌ها الجلاوی بود؛ لذا به خواسته هواداران الجلاوی که خواستار عزل محد پنجم بودند جواب مثبت داد و محمدپنجم را به همراه خانواده اش به ماداگاسکار تبعید نمود. تبعید محمد پنجم نقش مثبتی در تحقق استقلال این کشور ایفاد نمود و مردم خواستار بازگشت وی و اعلام استقلال کشور شدند. از طرفی قیام الجزایر علیه فرانسه عاملی در جهت تضعیف حضور فرانسه در مراکش گردید و فرانسه بمنظور جلوگیری از سرایت این قیام بر تمامی منطقه و فشارهای مردمی در داخل به تدریج زمینه را برای پذیرش خواست عمومی مردم مراکش فراهم نمود. در ۱۶ نوامبر ۱۹۵۵ محمد پنجم به کشور بازگشت و در ۳ مارس ۱۹۵۶ فرانسه استقلال کشور مراکش را به رسمیت شناخت. پس از استقلال مراکش ملک محمد پنجم (تا مارس ۱۹۶۱)، ملک حسن دوم (تا ژوئیه ۱۹۹۹) بر تخت سلطنت می‌نشینند و از این پس تاکنون نیز ملک محمد ششم بر این کشور حکومت دارد.

## گاهشمار تاریخ مغرب
- گاه‌شمار رویدادهای تاریخی مراکش
- قرن ۱۱ پیش از میلاد
- حضور فنیقی‌ها در سواحل مغرب
- قرن دوم پ. م میلادی.
- اشغال مراکش توسط رومانها
- قرن سوم م-اشغال مغرب توسط وندال و سپس بیزانطین.
- ۶۸۱

آغاز ورود اعراب و اسلام
- ۷۸۸ سلسله ادریسیان
- ۸۰۹

تأسیس شهر فاس توسط ادریس دوم
- ۱۰۵۵ آغاز حکومت زنجیره مرابطین
- ۱۱۹۹–۱۱۸۴

-*یعقوب منصور و پایه‌گذاری شهررباط
- ۱۲۵۸-

-آغاز زنجیره مرینیین
- ۱۲۸۶–۱۲۶۹

عهد ابی یوسف یعقوب و بنای فاس
- ۱۵۵۴-

آغاز حاکمیت زنجیره سعدیین-
۱۵۷۸
- نبرد با پرتغالی‌ها

۱۶۶۴-
- آغاز حکومت زنجیره علوی‌ها

۱۷۲۷–۱۶۷۲
- بنای شهر مکناس توسط مولای اسماعیل علوی

۱۹۲۷
- محمد پنجم بر تخت می‌نشیند
- ۱۸- نوامبر ۱۹۵۵
- استقلال مغرب-

۲۷ اکتبر ۱۹۵۶ تشکیل اولین دولت ملی
ژانویه -
- ۱۹۵۹- قیام امازیغ‌های ریف علیه دولت
- ۱۹۶۰- – زلزله اقادیر
- ۱۹۶۱- فوت محمد پنجم و پادشاهی حسن دوم
- ۱۹۶۱-ملک حسن دوم بر تخت می‌نشیند
- ۱۹۶۲ اولین قانون اساسی مغرب-
- ۱۹۶۳ جنگ بین الجزایرو مغرب (حرب رمال)-

۱۹۷۱ شکست کودتای صخیرات
- ۱۹۷۱-قانون اساسی جدید تصویب می‌شود.
- ۶ نوامبر ۱۹۷۵ راهپیمایی سبز برای صحرا
- ۱۹۹۳-افتتاح مسجد ملک حسن دوم
- ۱۹۹۹-ملک محمد ششم بر تخت می‌نشیند
- ۲۰۰۵

قانون جدید خانواده به تصویب می‌رسد و مورد تحسین دنیا قرار می‌گیرد.